# Lorne Carr-Harris
Pour les articles homonymes, voir Carr et Harris.
Lorne Howland Carr-Harris (né le 15 décembre 1899 à Hull, au Québec, et mort le 7 avril 1981 à Cornwall (Ontario)) est un joueur britannique de hockey sur glace.

## Famille
Son grand-père est l'écrivain Alexander Harris qui épouse Ursula Carr en 1842. Ils ont plusieurs enfants dont un fils, Robert Carr-Harris, né en 1843.
Son père, le professeur Robert Carr-Harris (1891-1936), rencontre sa future épouse Ellen Jane Fitton, la fille de l'entrepreneur et propriétaire foncier local RW Fitton, à Bathurst, en Ontario. Robert Carr Harris devient un homme d'affaires gérant une scierie, il brevète la souffleuse à neige "Railway Screw Snow Excavator" en 1870. Robert Carr-Harris est professeur de génie civil au Collège militaire royal du Canada en 1879 puis à l'Université Queen's. Après la mort de sa première épouse, avec laquelle il eut quatre fils et deux filles, le 23 février 1890, Carr-Harris épouse en secondes noces le 6 juin 1896 Bertha Wright, d'Ottawa, descendante de Philemon Wright, premier colon blanc fondateur de Hull.
Son frère Brian Carr-Harris (1903-1942) sera aussi joueur de hockey et participera avec la Grande-Bretagne au championnat du monde 1931. Son fils John Carr-Harris aura une brève carrière professionnelle en jouant avec les Lions de Washington en Ligue américaine de hockey.

## Carrière

### Militaire
Ayant grandi à Kingston (Ontario), il s'enrôle dans l'armée britannique et obtient son diplôme du Collège militaire royal du Canada en 1917. En 1924, il vit au Royaume-Uni. En 1926, il s'installe en Inde et revient avec la Seconde Guerre mondiale. Il est colonel d'artillerie sur les fronts d'Afrique du Nord et d'Italie.
Il est décoré en 1945 de l'Ordre de l'Empire britannique pour services exceptionnels. Il retourne ensuite au Canada où il exploite une ferme près de Woodstock (Ontario). Il fait un bref retour au ministère de la Défense canadienne, installé à Nicolet, Québec, jusque sa retraite en 1960.
Il retourne alors en Angleterre où il fait l'acquisition d'un cottage près de Wittersham, dans le Kent. Il retourne définitivement au Canada en 1966. Devenu veuf à 81 ans, il rejoint le reste de sa famille à Williamstown (Ontario) et meurt un an plus tard, au Cornwall General Hospital.

### Sportive
Il fait partie de l'équipe nationale de Grande-Bretagne qui remporte la médaille de bronze aux Jeux olympiques de 1924,.

## Hommage
La Coupe Carr-Harris, nommé en hommage à la famille, est un match annuel entre les équipes de hockey sur glace du Collège militaire royal du Canada et de l'Université Queen's à Kingston, en Ontario.